# Тунис на Светском првенству у атлетици на отвореном 2011.
Тунис је учествовао на 13. Светском првенству у атлетици на отвореном 2011. одржаном у Тегу од 27. августа до 4. септембра дванаести пут, односно учествовао је на свим првенствима до данас осим на 3. првенству одржаном у Токију 1991. године. Тунис је пријавио 5 такмичара (3 мушкарца и 2 жене) који су се такмичили у 4 дисциплине (2 мушке и 2 женске).,
На овом првенству Тунис је по броју освојених медаља делио 14. место са једном освојеном медаљом (злато).
У табели успешности према броју и пласману такмичара који су учествовали у финалним такмичењима (првих 8 такмичара) Тунис је са 1 учесником у финалу делио 36. место са 8 бодова.
| Плас. | Земља | 1. место | 2. место | 3. место | 4. место | 5. место | 6. место | 7. место | 8. место | Бр. финал. | Бод. |
| ----- | ----- | -------- | -------- | -------- | -------- | -------- | -------- | -------- | -------- | ---------- | ---- |
| =36.  | Тунис | 1        | 0        | 0        | 0        | 0        | 0        | 0        | 0        | 1          | 8    |

## Учесници
| Мушкарци: - Амор Бен Јахиа — 3.000 м препреке - Хасан Себеи — 20 км ходање - Хеди Теруи — 20 км ходање | Жене: - Хабиба Гриби — 3.000 м препреке - Chaima Trabelsi — 20 км ходање |

## Освајачи медаља (1)

### Злато (1)
- Хабиба Гриби — 3.000 м препреке

## Резултати

### Мушкарци
| Атлетичар      | Дисциплина       | Лични рекорд | Квалификације | Квалификације | Полуфинале | Полуфинале | Финале              | Финале       | Детаљи |
| Атлетичар      | Дисциплина       | Лични рекорд | Резултат      | Место         | Резултат   | Место      | Резултат            | Место        | Детаљи |
| -------------- | ---------------- | ------------ | ------------- | ------------- | ---------- | ---------- | ------------------- | ------------ | ------ |
| Амор Бен Јахиа | 3.000 м препреке | 8:30,60      | 8:30,02 ЛР    | 6. у гр. 1    |            |            | није се квалификвао | 19 / 34 (35) |        |
| Хасан Себеи    | 20 км ходање     | 1:20:19      |               |               |            |            | 1:25:17             | 22 / 32 (46) |        |
| Хеди Теруи     | 20 км ходање     | 1:23:25      | 1:29:48       | 30 / 32 (46)  |            |            |                     |              |        |

### Жене
| Атлетичарка     | Дисциплина       | Лични рекорд | Квалификације | Квалификације | Полуфинале | Полуфинале | Финале     | Финале       | Детаљи |
| Атлетичарка     | Дисциплина       | Лични рекорд | Резултат      | Место         | Резултат   | Место      | Резултат   | Место        | Детаљи |
| --------------- | ---------------- | ------------ | ------------- | ------------- | ---------- | ---------- | ---------- | ------------ | ------ |
| Хабиба Гриби    | 3.000 м препреке | 9:12.52 НР   | 9:24,56 КВ    | 1. у гр. 1    |            |            | 9:11,97 НР |              |        |
| Chaima Trabelsi | 20 км ходање     | 1:35:33 НР   |               |               |            |            | 1:46:29    | 37 / 37 (50) |        |